# Trei Sate, Mureș
Trei Sate (în maghiară Hármasfalu) este un sat în comuna Ghindari din județul Mureș, Transilvania, România.

## Istoric
Componența istorică a localității a fost: Ștefănești, Hotești și Cioc.

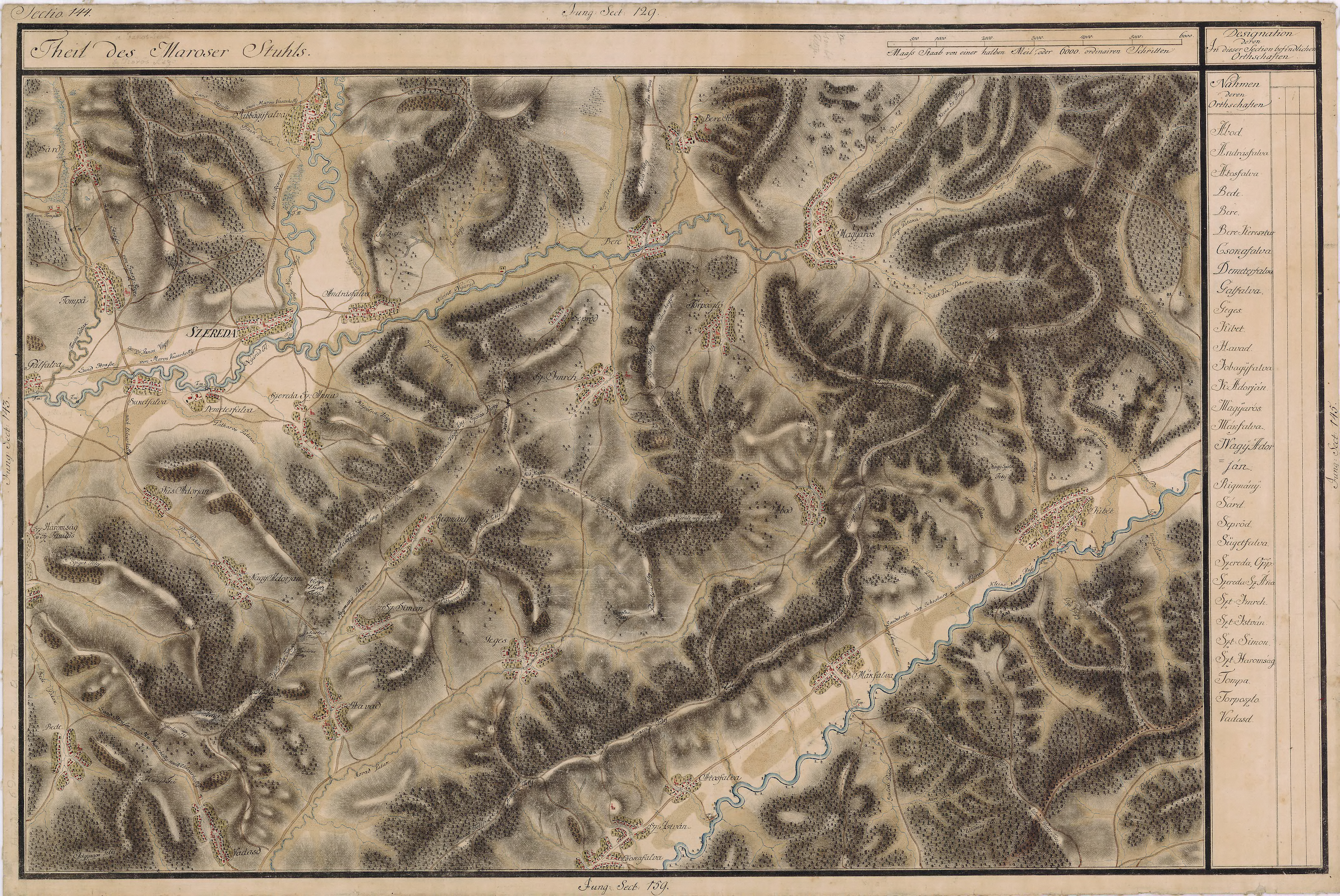
Trei Sate pe Harta Iosefină a Transilvaniei, 1769-73

## Clădiri istorice
- Castelul Dózsa-Barátosi

## Lăcașuri de cult
- Biserica unitariană, monument istoric (1798)
- Biserica reformată din fostul sat Hotești, cu clopotnița de lemn (1760)
- Biserica reformată din fostul sat Ștefănești
- Biserica reformată din fostul sat Cioc, cu clopotnița de lemn (1806)
- Biserica ortodoxă „Adormirea Maicii Domnului” (secolul XVIII)

## Imagini

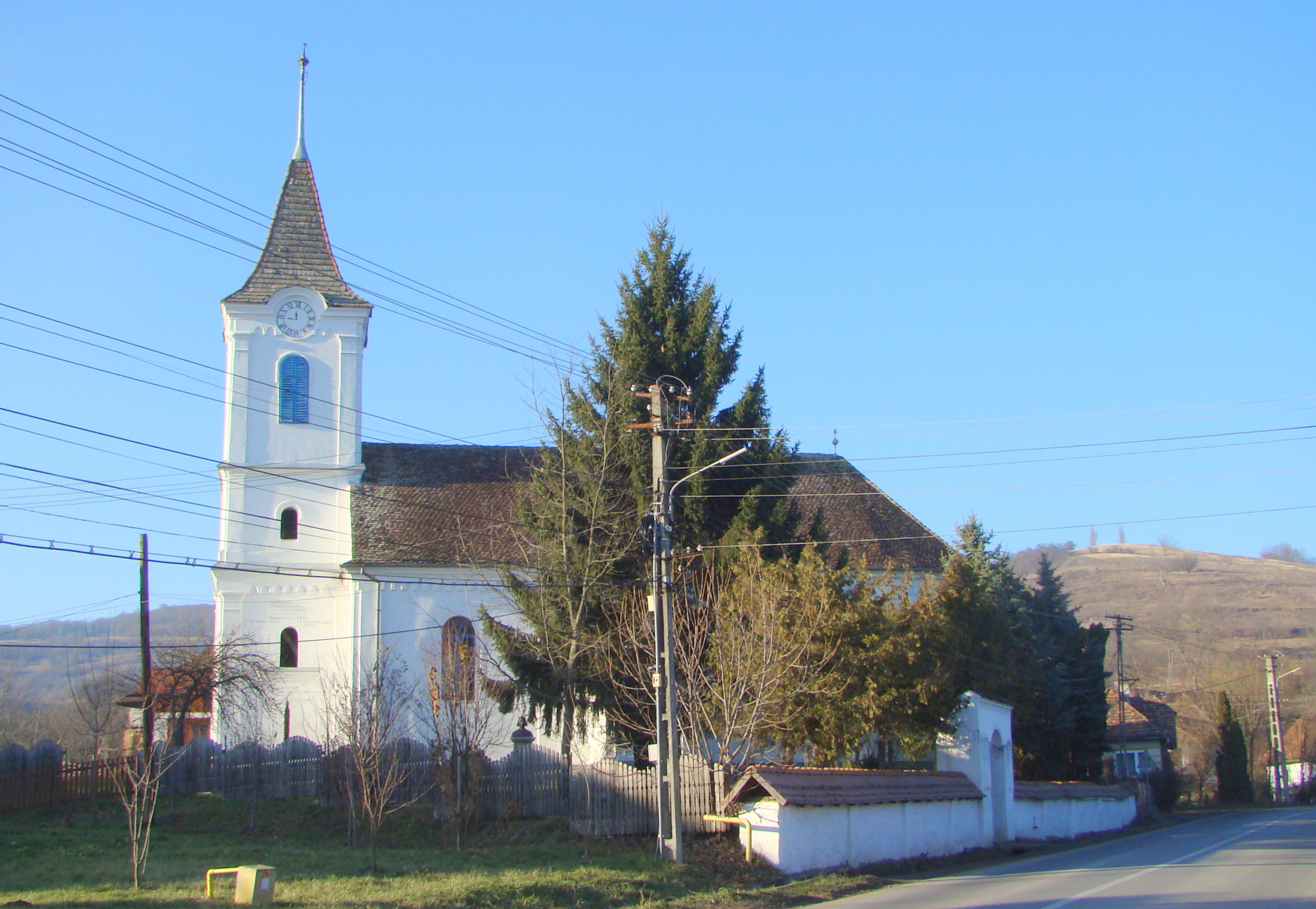
Biserica reformată din fostul sat Ştefăneşti
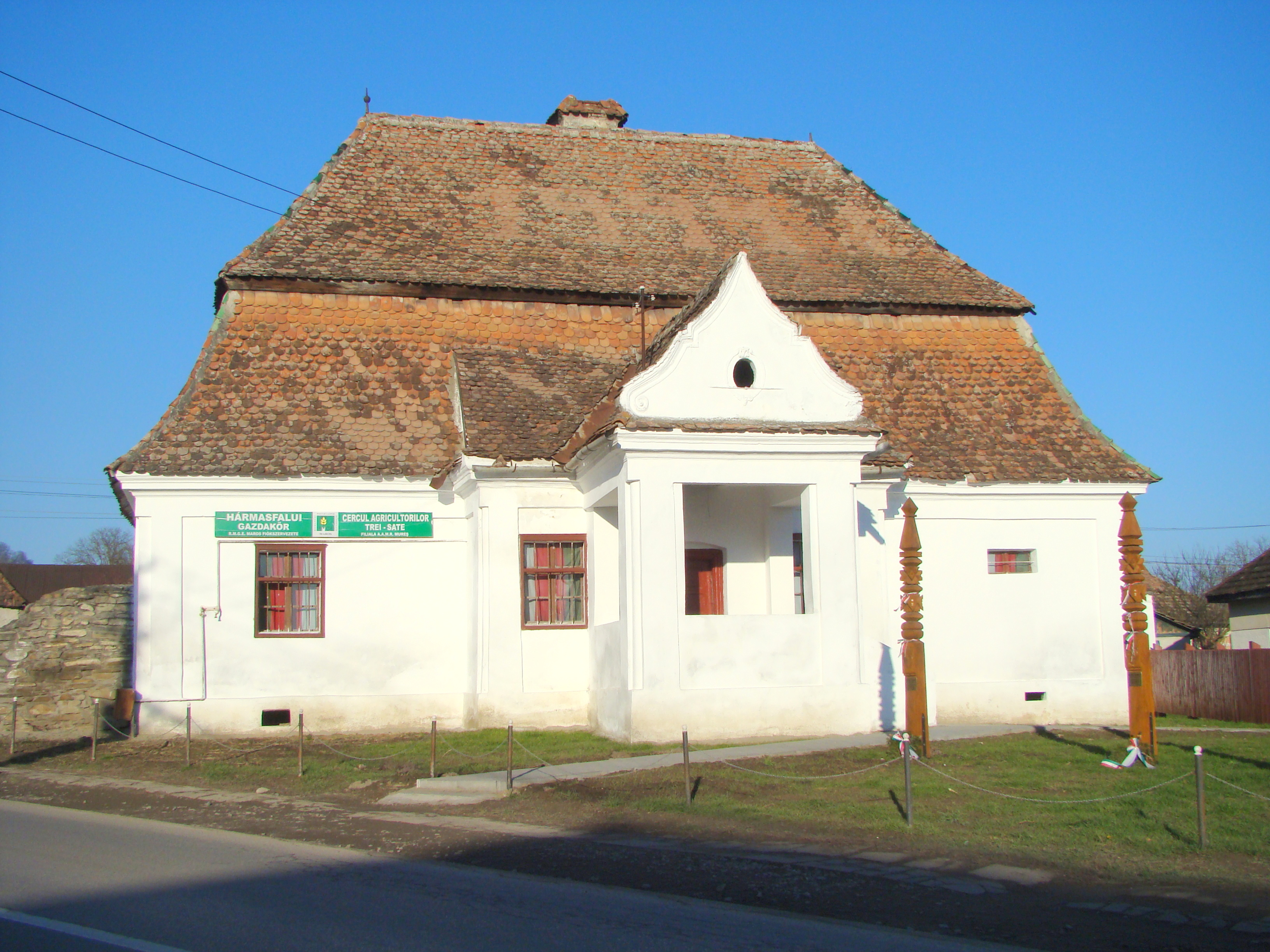
Castelul Dózsa-Barátosi (monument istoric)
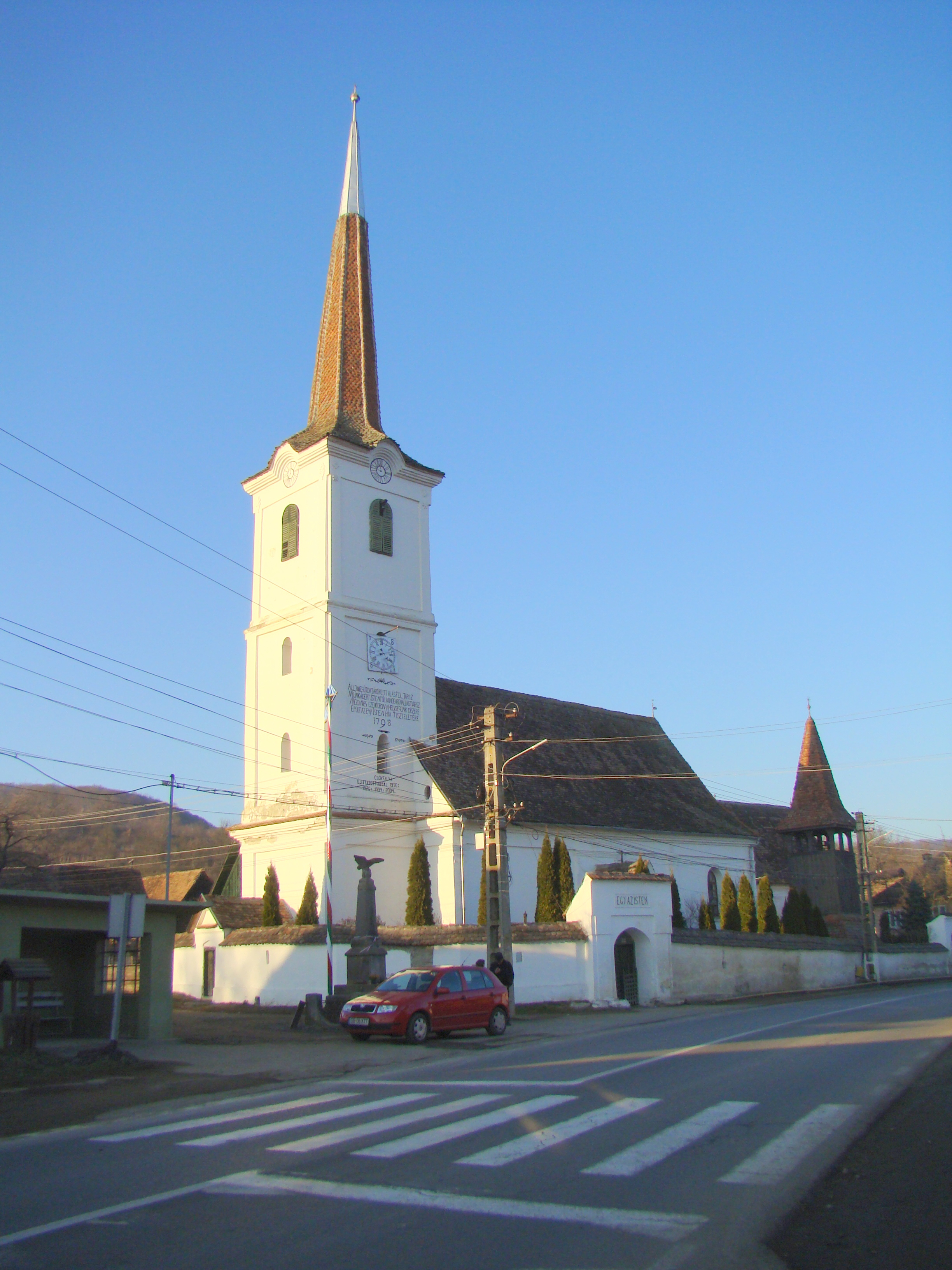
Biserica unitariană, monument istoric (1798)
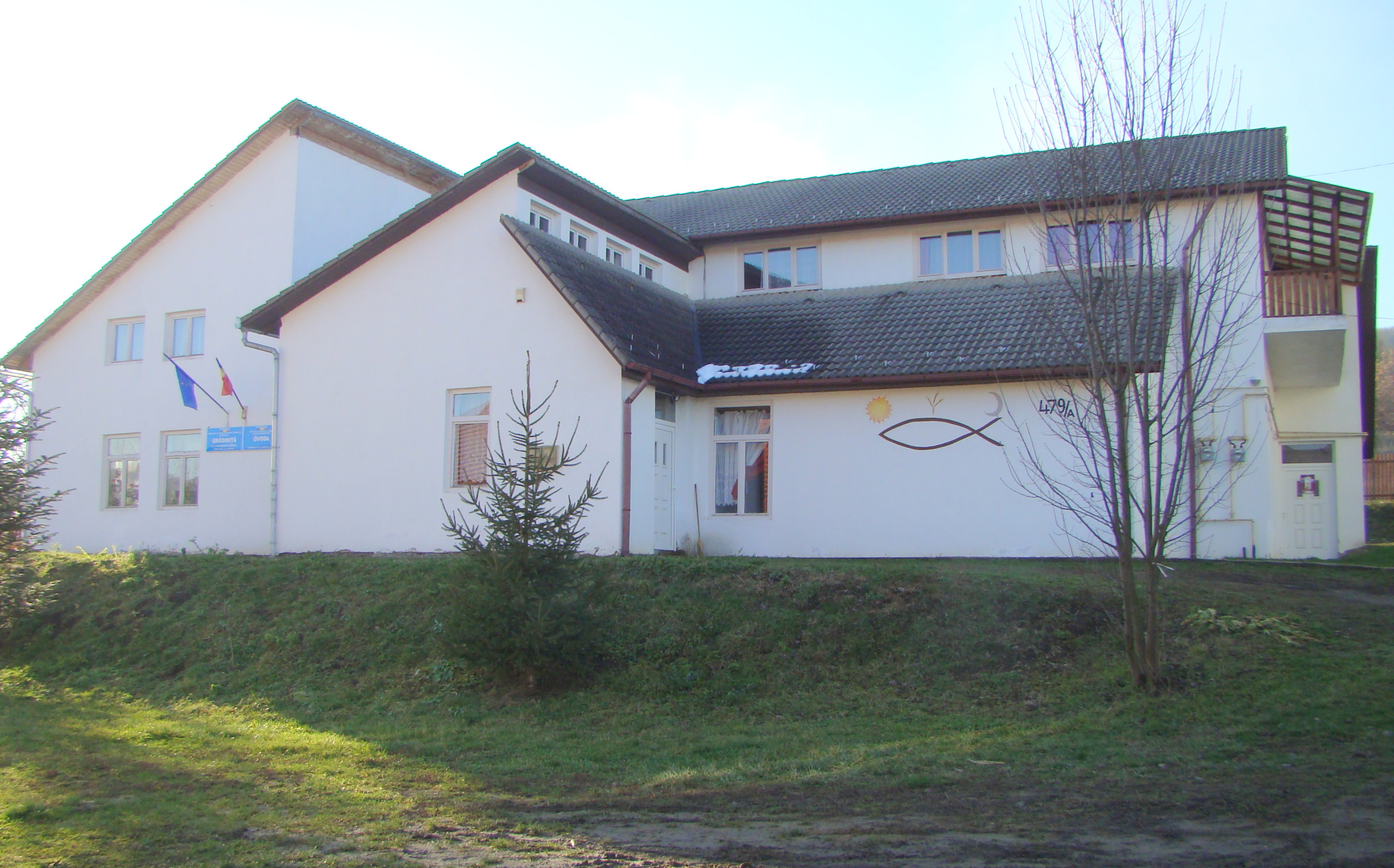
Grădiniţa
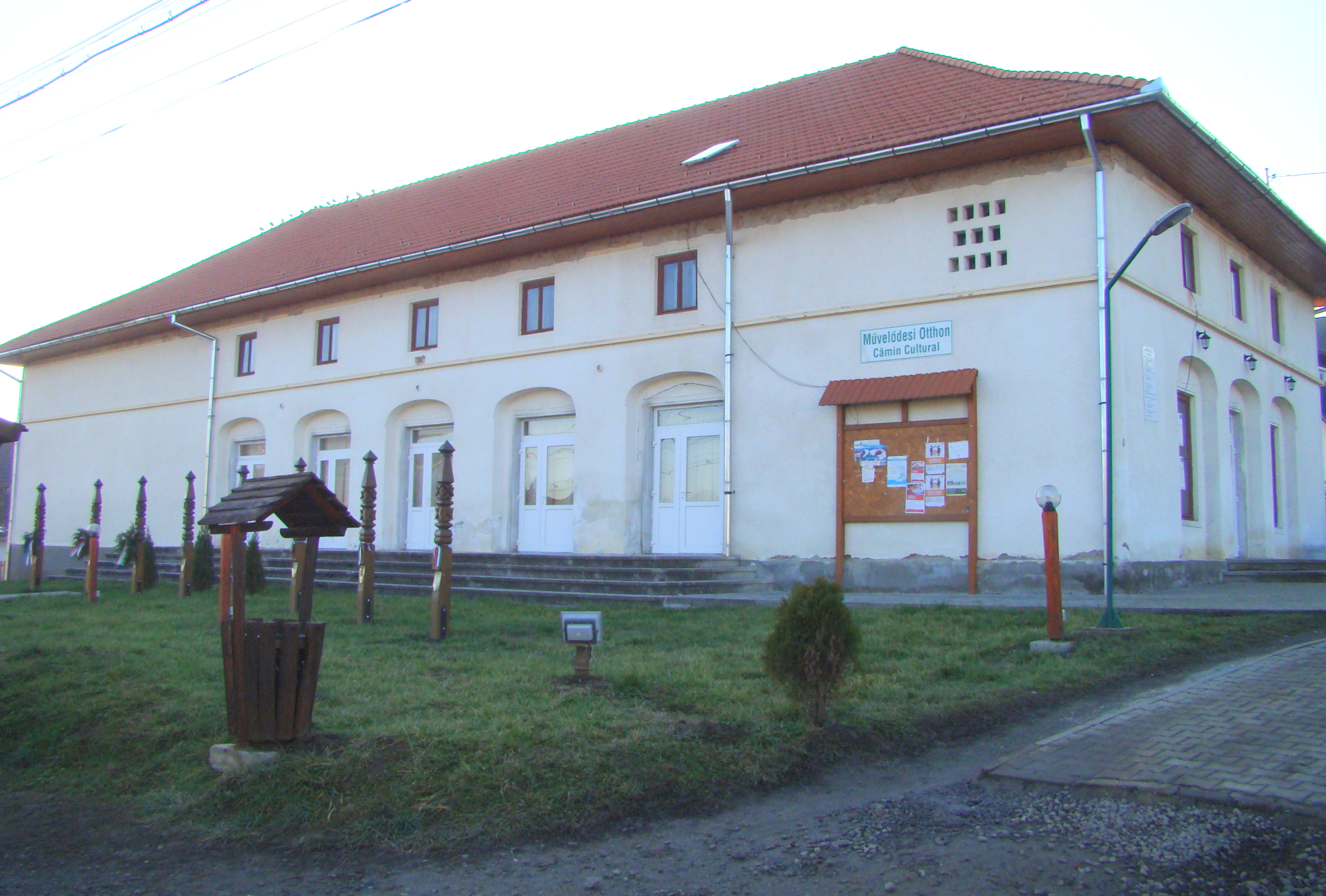
Căminul cultural
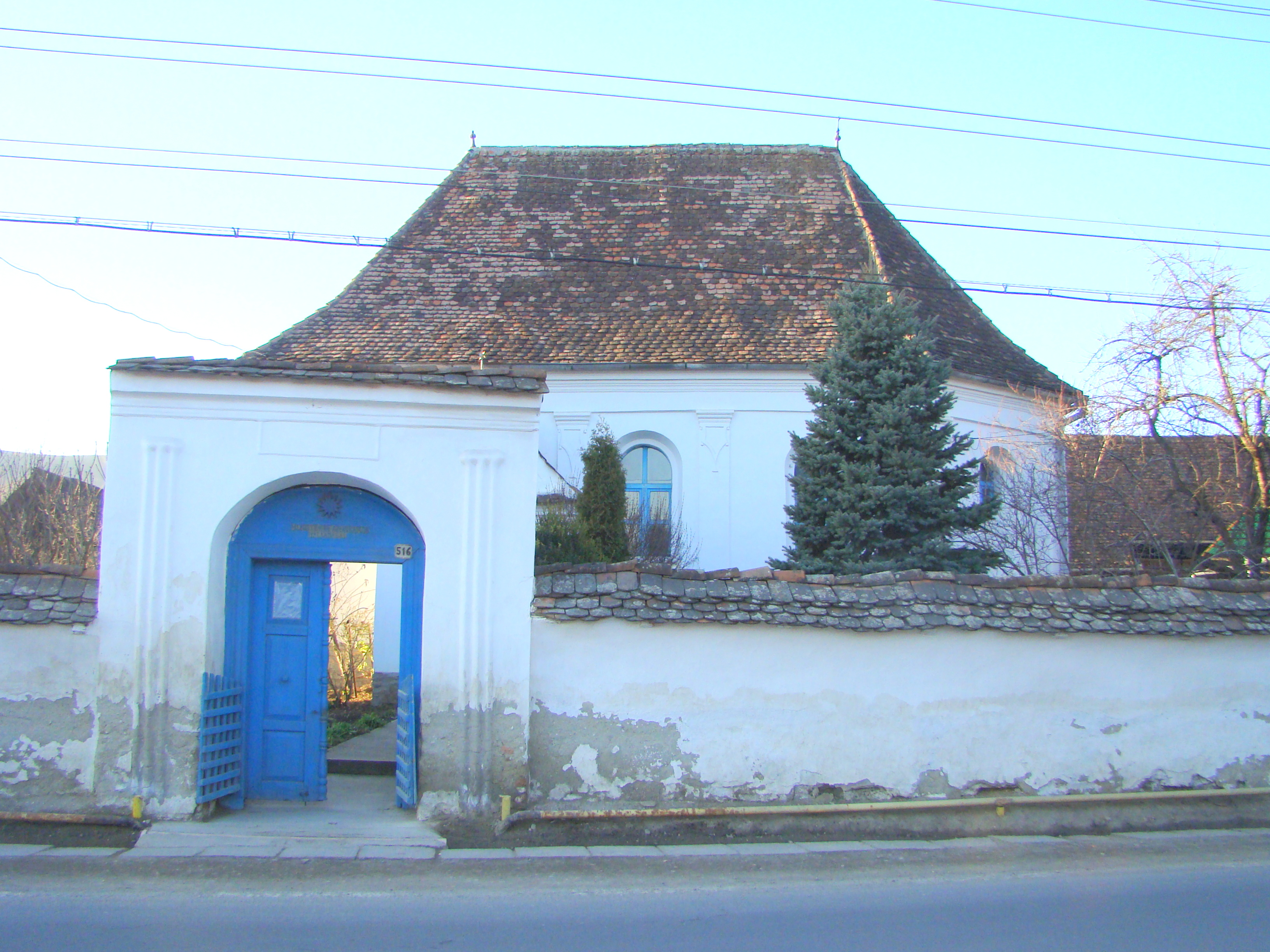
Biserica reformată din fostul sat Cioc
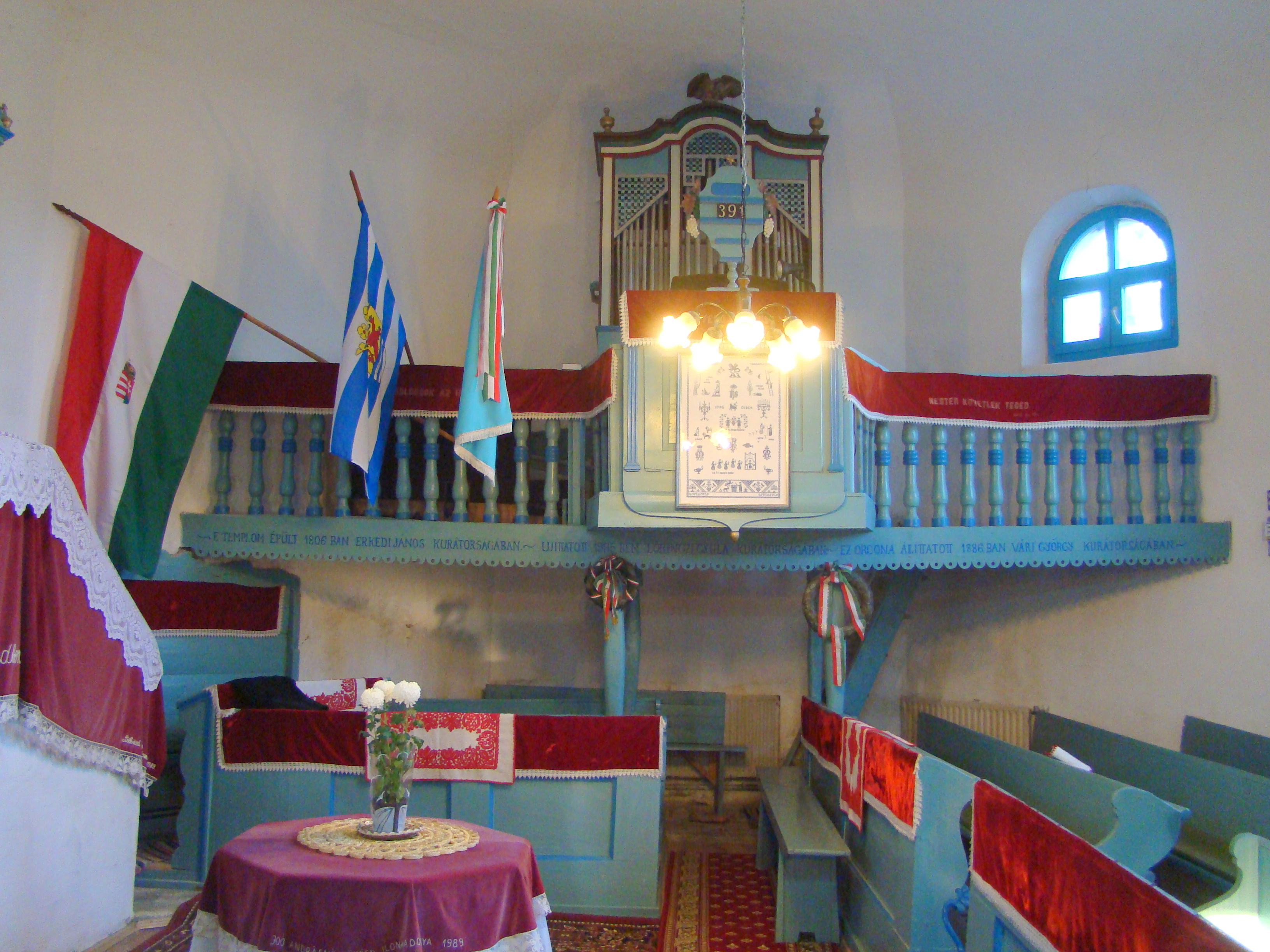
Biserica reformată din fostul sat Cioc (interior)
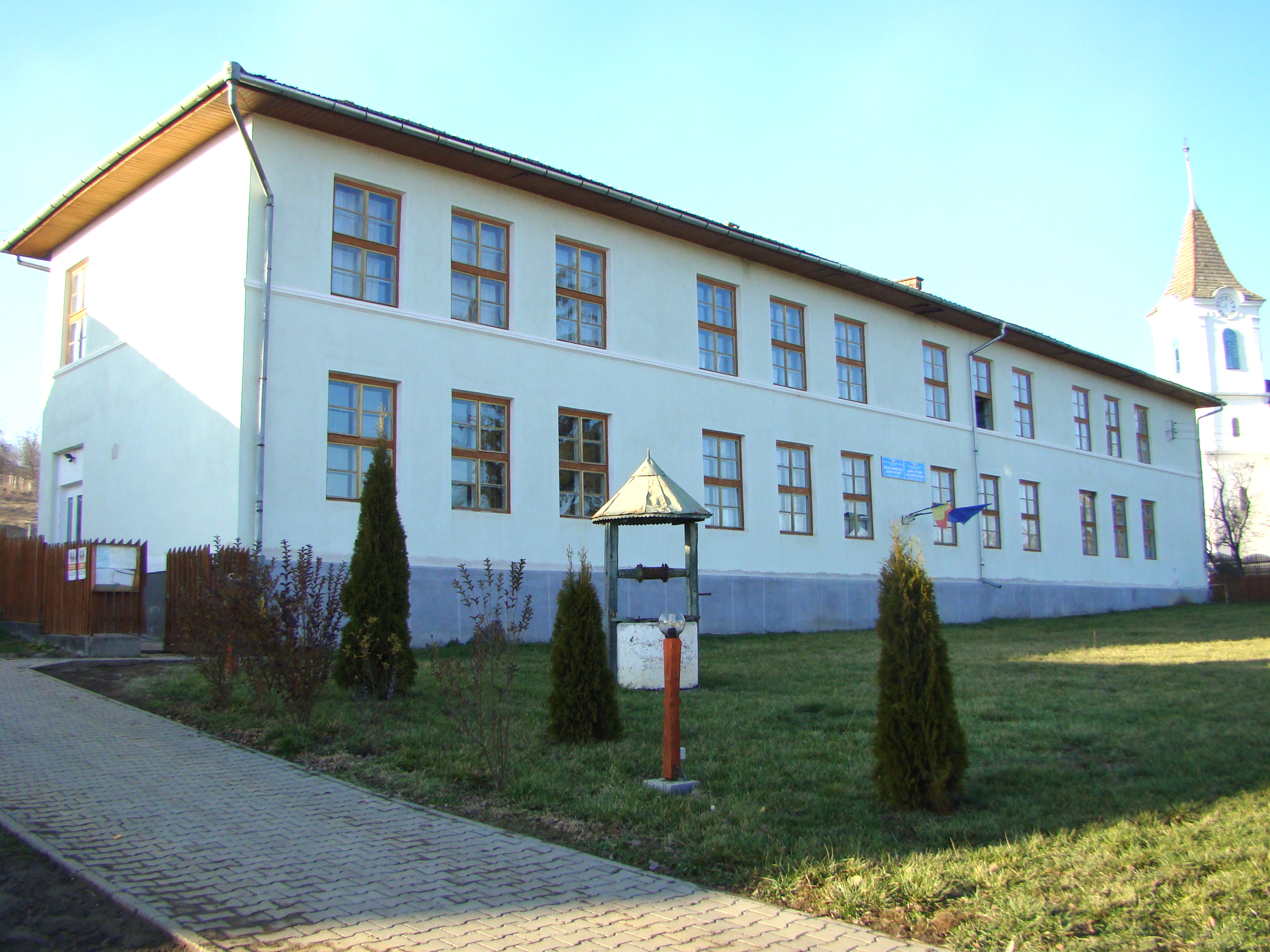
Şcoala
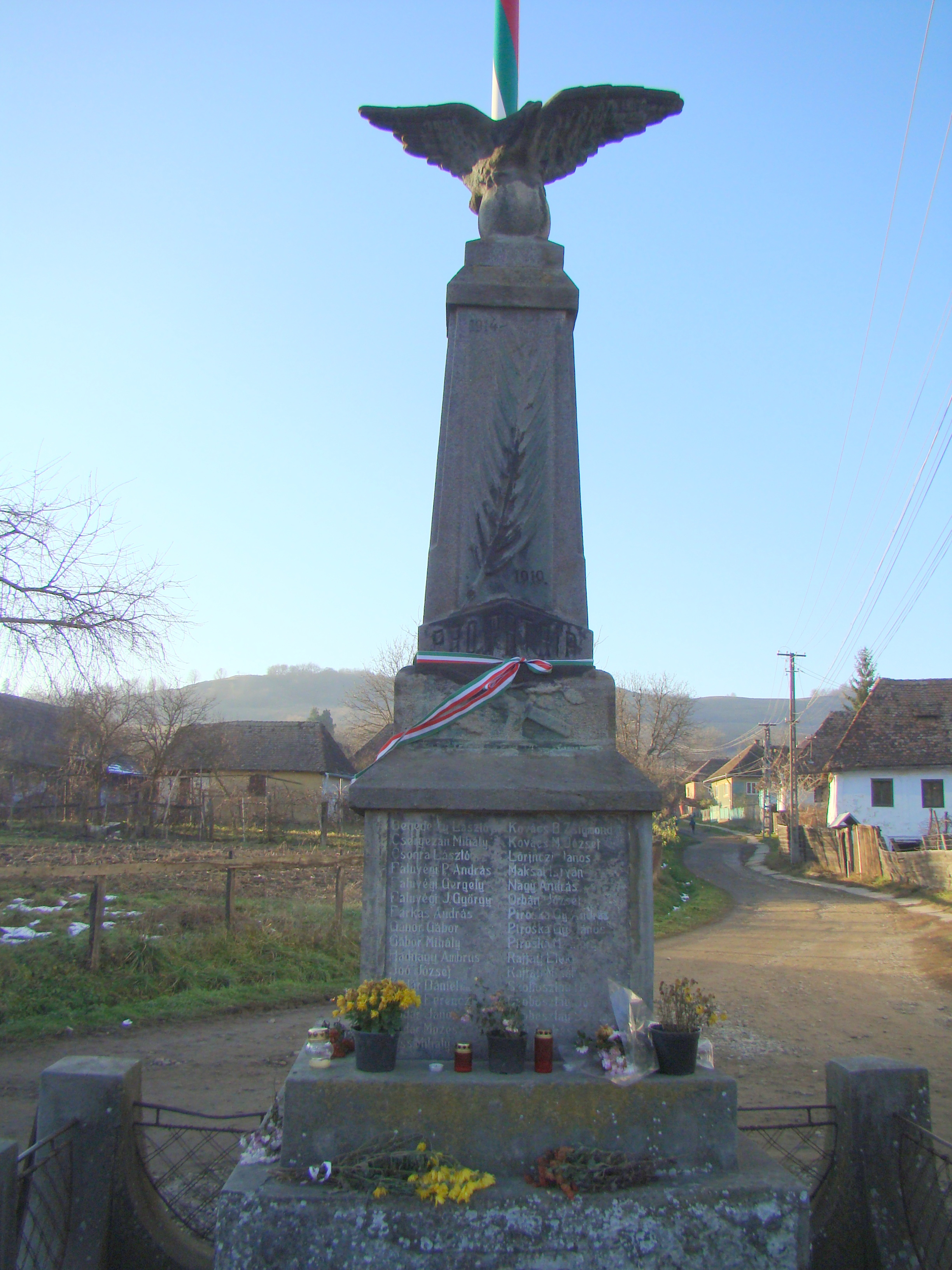
Monumentul eroilor
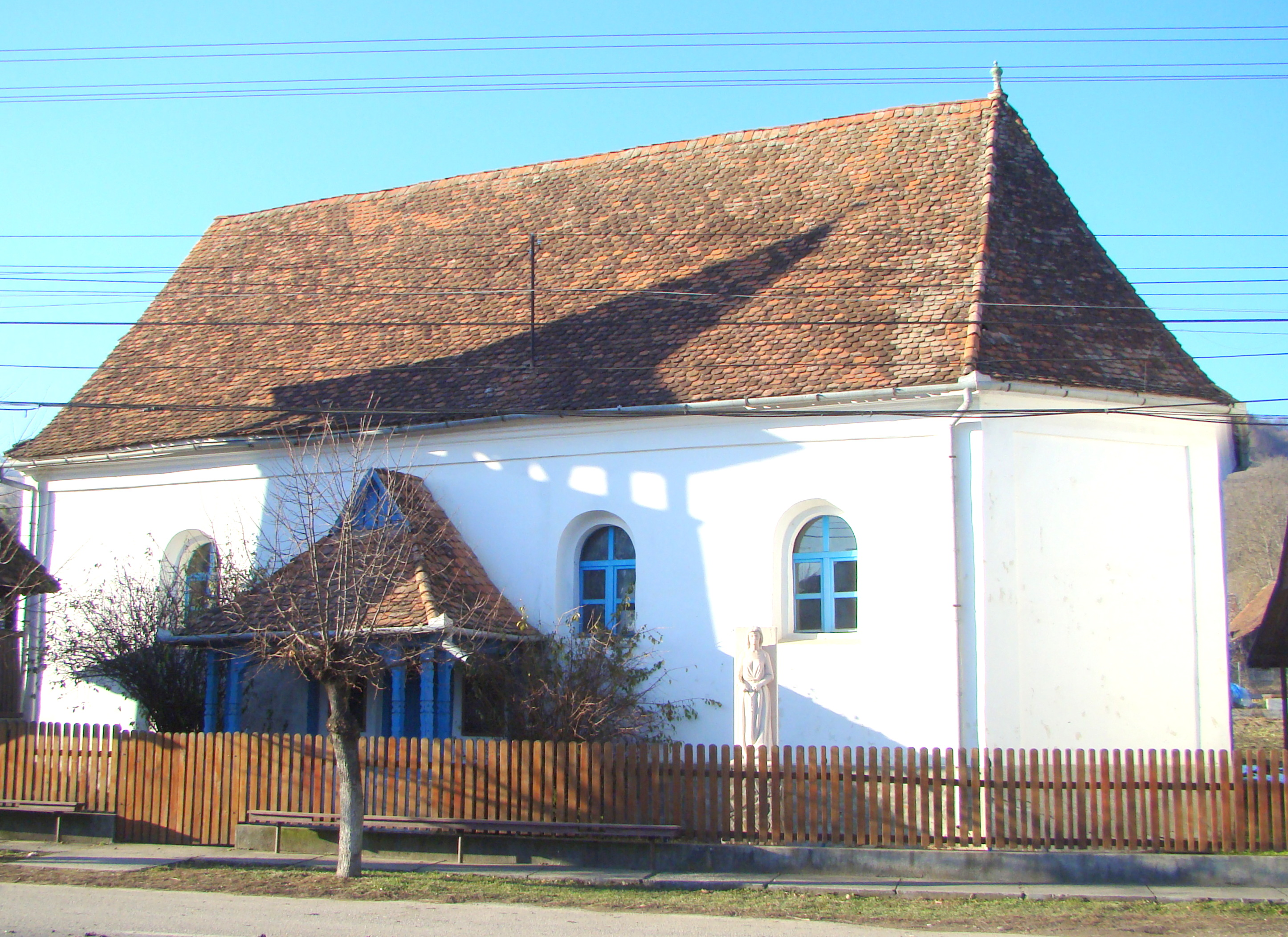
Biserica reformată din fostul sat Hotești
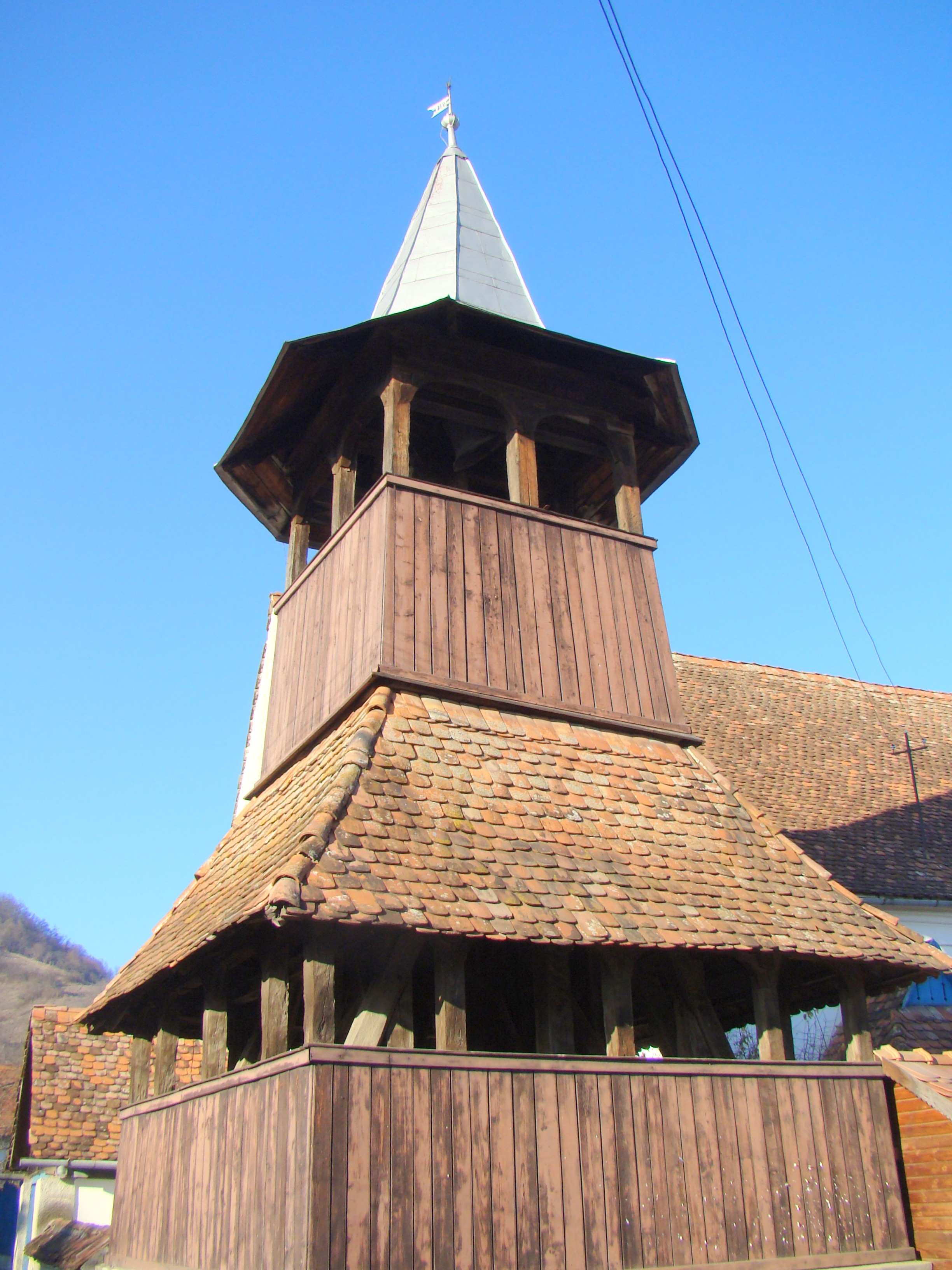
Clopotniţa de lemn (1760)